# U. G. サトー
U.G.サトー（ユージーサトー、1935年 - ）は、日本のグラフィックデザイナー・イラストレーター。本名は佐藤 雄治。東京都生まれ。
東京学芸大学を中退した後、1960年桑沢デザイン研究所卒業。1961年オカ・スタジオを経て1975年デザイン・ファームを設立。日本グラフィックデザイナー協会理事、東京イラストレーターズ・ソサエティ会員、国際グラフィック連盟(Alliance Graphique Internationale)会員。

## 主な受賞
- 1978年 ブルノ・グラフィック・ビエンナーレ 金賞
- 1978年 ワルシャワ・ポスター・ビエンナーレ 特別賞
- 1979年 ラハチ・ポスター・ビエンナーレ 金賞
- 1989年 ガブロボ・ユーモアと諷刺国際ビエンナーレ ブルガリア美術家連盟賞
- 1996年 ワルシャワ国際ポスター・ビエンナーレ 金賞
- 1997年 世界ポスター・トリエンナーレ・トヤマ 銅賞
- 1997年 ヘルシンキ・ビエンナーレ 特別賞
- 1998年 モスクワ国際ポスター・ビエンナーレ 金賞
- 1999年 国際環境ポスター・トリエンナーレ 第一席
- 2000年 世界ポスター・トリエンナーレ・トヤマ 銅賞

## 招待出品
- 1984年 埼玉県立近代美術館 現代のユーモア展
- 1989年 フランス革命200年祭・国際人権ポスター展
- 1990年 レトレッティー美術館 日本の美術展

## 主な作品収蔵先
- パリ・ポスター美術館
- ルーブル装飾美術館
- ワルシャワ国立美術館
- カナダ装飾美術館
- ヴィラノフ・ポスター美術館
- ラハチ美術館
- モントリオール装飾美術館
- 日本国際ポスター美術館

## 著書
- 『U.G.サトーの進化論世界』（思索社）
- 『U.G.サトーとイラストレーション』（美術出版社）
- 『どうぶつえん』『かお　みえるかな』『あか あお ふたりで』『しまうまのさんぽ』『ぺたぺた』『あめかな1』（福音館書店）
- 『2本足と4本足』『きみはなにどし?』『草と木で包む』『にたものどうし』（福音館書店・共著）
- 『木箱』（六耀社・共著）
- 『U.G.佐藤』（嶺南美術出版社）
- 『世界のグラフィックデザイン36 U.G.サトー』(gggBooks)